# Acacia spirorbis
Acacia spirorbis — вид квіткових рослин з родини бобових. Ареал: Австралія (Квінсленд), Нова Каледонія, Папуа-Нова Гвінея, Вануату.

## Середовище
Дерево зазвичай розташоване на узліссях тропічних лісів або як частина евкаліптових лісів у посушливіших районах.

## Біоморфологічна характеристика
Дерево зазвичай виростає до максимальної висоти 12 метрів і має тонкі, голі гілочки. Філодії темно-зеленого кольору мають вузькоеліптичну форму, вигнуті; вони завдовжки від 9 до 17 см і вшир від 6 до 16 мм з двома основними поздовжніми жилками, які мають більшу рельєфність, ніж інші. Під час цвітіння утворює прості суцвіття, які розташовуються парами в пазухах листків. Циліндричні квіткові колоси мають довжину від 3 до 8 см з кремовими квітками, що розташовані переривчастими смугами. Після цвітіння утворюються плоскі та спірально закручені стручки завширшки від 3,5 до 5 мм, які є голими та вкритими дрібним білим порошком. Насіння всередині стручків розташоване поздовжньо або трохи навскіс; воно блискуче, темно-коричневе, має довгасту форму.